# K3리그 (아마추어)
K3리그(K3 League)는 대한민국의 아마추어 축구 최상위 리그로서 출범한 축구 대회로, K3리그 어드밴스와 K3리그 베이직을 통칭하는 이름이었다.

## 역사
K3리그는 2007년 발족하였다. 2007년 시범리그로 첫 대회를 열었고, 서울 유나이티드의 우승으로 막을 내렸다.
정식으로 운영된 2008 시즌은 대구 한국 파워 트레인이 빠지고, 7개 팀이 추가로 참여하면서 16개 팀으로 리그가 꾸려졌다. 2008년에 새로 참가한 팀은 광주 광산 FC, 고양시민축구단, 경주시민축구단, 남양주시민축구단, 부천 FC 1995, 전주 온고을 FC, 포천시민축구단이다. 하지만, 2008년 후기리그에 창원 유나이티드의 탈퇴로 K3리그의 팀수는 15개로 줄어들었고 승부 조작 사건이 터지면서 서울 파발 FC가 해체되어 14개 팀으로 줄어들었다. 우승은 양주시민축구단이 차지하였다.
2009 시즌은 서울 마르티스 FC와 이천시민축구단, 그리고 청주 직지 FC가 추가로 참가하면서 17개 팀으로 운영되었다. 단일리그로 진행되었으며 우승컵은 포천시민축구단이 차지했다.
2009년 12월 1일 대한축구협회는 서울 양천 FC, 춘천 FC, 영광 FC 등 세 팀의 2010년 리그 참가를 승인하였다. 2010년 1월 15일 대한축구협회는 2010년 K3리그 스케줄을 공개하면서 서울 양천 FC와 전주 온고을 FC는 2010년 리그에 참가하지 않는다고 발표하였다.
2011년부터 리그 명칭이 변경됨에 따라 기존의 K3리그라는 명칭 대신 챌린저스리그(Challengers League)라는 명칭을 사용하게 되었으며 혼돈을 막기 위해 띄어쓰기 없이 챌린저스리그로 통일되었다. 2014년부터 K3 챌린저스리그(K3 Challengers League)로 리그 명칭이 변경되었다.
2015년 K리그 챌린지 및 챌린지리그와의 혼란을 없애기 위해 다시 K3리그로 변경되었다. 또한 2015년부터는 선수 규정이 변경되어 외국인 선수를 3명 보유하고 2명을 출전시킬 수 있게 되었다.
2016 시즌부터 서울 FC 마르티스가 빠지고 시흥시를 연고로 하는 시흥시민축구단과 부여군을 연고로 하는 부여 FC, 양평군을 연고로 하는 양평 FC가 참가한다. 2017시즌부터 K3리그의 하부격 리그가 신설된다. 이에 따라 K3리그는 K3리그 어드밴스로 변경되고 신설되는 하부리그인 K3리그 베이직과는 승강제를 실시한다. 2016 시즌 리그를 치른 결과 1위부터 11위는 자동으로 잔류한다. 리그 12위부터 15위는 K3리그 승격 플레이오프에 참가해 우승한 단 1팀만이 추가로 잔류한다. 승격 플레이오프에서 탈락한 3팀 및 리그 최하위를 기록한 5팀은 강등된다. 2017년부터 K3리그에 새롭게 참가하고자 하는 팀은 자동적으로 K3리그 베이직에서 시즌을 시작한다.

2020년에 내셔널리그, K3리그 어드밴스, K3리그 베이직을 통합하여 세미프로 리그로 출범하기 위해 2018년부터 단계적으로 세미프로 리그로 전환하여, 2020년에 K3리그와 K4리그가 출범했다.

## 리그 구성

### 과거
처음 열린 2007년 대회에서는 홈 앤 어웨이 방식으로 18경기를 치렀다. 상위 네 개 팀이 플레이오프에 진출하여 우승을 가렸다. 2009 시즌에는 플레이오프를 치르지 않고 순위를 결정하였다. 2010년에는 총 18개팀을 2개조로 나눠 같은 조끼리는 홈 앤드 어웨이로 2경기씩, 다른 조와는 1경기씩 팀당 총 25경기를 진행하였다. 리그 종료후 각조 상위 2개팀은 리그 챔피언십에 진출하여 최종 우승자를 가렸다.
2014년부터 2015년까지 K3리그에는 18개 팀이 소속되어 있었다. 18개 팀이 9팀 씩 추첨을 통하여 두 개 조로 나뉘어 조별 리그를 치른다. 이후 각 조의 상위 세 팀 씩 플레이오프에 진출하여 우승 팀을 결정한다

### 현재
2016 K3리그에는 20개 팀이 참가한다. 20개 팀이 단일리그를 1라운드로빈(팀별 19경기)으로 치른다. 이후 상위 5개팀이 K3리그 챔피언십(포스트시즌)에 진출하는데 리그 1위는 챔피언 결정전에 직행하고 차상위 4개 팀은 플레이오프에 진출한다. K3리그 챔피언 결정전에서 당해 시즌 챔피언을 가려낸다.
더불어 2017 시즌부터 K3리그는 하부리그를 신설하여 기존의 K3리그와 승강제를 실시한다. 따라서 2016 시즌의 리그 결과에 따라 1위부터 11위까지는 기존의 K3리그에 해당하는 K3 어드밴스리그에 자동으로 잔류하고, 12위부터 15위까지는 K3리그 승격 플레이오프를 치러 우승한 단 1팀까지 K3
리그 어드밴스에 잔류한다. K3리그 승격 플레이오프에서 탈락한 3팀 및 리그 결과 최하위를 기록한 5팀은 신설되는 하위리그인 K3리그 베이직으로 강등되어 2017 시즌을 치른다. 2017년 이후 K3리그에 가입하는 신생팀은 K3리그 베이직에서부터 리그 참가가 가능하다.

## 구단

### 현재 참가 구단
2018년 현재 K3리그에는 23개 구단이 참가하고 있으며 다음과 같다.
| 경주시민축구단 전주시민축구단 청주 시티 FC 청주 FC 전남 영광 FC 춘천 FC 평창 FC 부여 FC 부산 FC                                                                            |
| 고양시민축구단 김포시민축구단 서울 유나이티드 FC 의정부 양주시민축구단 이천시민축구단 서울 중랑 축구단 파주시민축구단 포천시민축구단 화성 FC 시흥시민축구단 평택시민축구단 |

| 클럽             | 연고지    | 홈구장                           | 수용인원 | 가입년도 |
| ---------------- | --------- | -------------------------------- | -------- | -------- |
| 이천시민축구단   | 이천      | 이천종합운동장                   | 20,305   | 2009년   |
| 포천시민축구단   | 포천      | 포천종합운동장                   | 7,000    | 2008년   |
| 파주시민축구단   | 파주      | 파주스타디움                     | 23,000   | 2012년   |
| 경주시민축구단   | 경주      | 경주시민운동장                   | 12,199   | 2008년   |
| 전주시민축구단   | 전주      | 전주종합운동장                   | 30,000   | 2007년   |
| FC 의정부        | 의정부    | 의정부종합운동장                 | 28,000   | 2014년   |
| 평창 FC          | 평창      | 평창종합운동장                   | 6,000    | 2008년   |
| 청주 시티 FC     | 청주      | 청주종합운동장                   | 17,264   | 2016년   |
| 서울 중랑 축구단 | 서울 중랑 | 중랑구립잔디운동장               | 400      | 2012년   |
| 화성 FC          | 화성      | 화성종합경기타운                 | 35,270   | 2013년   |
| 춘천 FC          | 춘천      | 춘천종합운동장                   | 20,000   | 2010년   |
| 청주 FC          | 청주      | 청주종합운동장                   | 17,264   | 2009년   |
| 양주시민축구단   | 양주      | 양주고덕인조구장                 | 547      | 2007년   |
| 서울 유나이티드  | 서울 노원 | 마들스타디움                     | 446      | 2007년   |
| 고양시민축구단   | 고양      | 고양종합운동장                   | 41,311   | 2008년   |
| 부여 FC          | 부여      | 부여종합운동장                   | 6,000    | 2016년   |
| 시흥시민축구단   | 시흥      | 정왕동체육공원                   | 200      | 2016년   |
| 양평 FC          | 양평      | 용문생활체육공원                 | 400      | 2016년   |
| 부산 FC          | 부산      | 부산아시아드주경기장 보조 경기장 | 15,000   | 2017년   |
| 평택시민축구단   | 평택      | 소사벌레포츠타운                 | 15,000   | 2017년   |
| 충주시민축구단   | 충주      | 탄금대 축구장                    | 600      | 2018년   |
| 여주시민축구단   | 여주      | 여주종합운동장                   | 21,600   | 2018년   |

### 탈퇴한 구단
| 구단                       | 연고지    | 시즌      |
| -------------------------- | --------- | --------- |
| 대구 한국파워트레인 축구단 | 대구      | 2007      |
| 서울 파발 FC               | 서울 은평 | 2007-2008 |
| 창원 유나이티드            | 창원      | 2007-2008 |
| 전주 온고을 FC             | 전주      | 2008-2009 |
| 삼척 신우전자 축구단       | 삼척      | 2007-2010 |
| 용인시민축구단             | 용인      | 2007-2010 |
| 부천 FC 1995               | 부천      | 2008-2012 |
| 남양주시민축구단           | 남양주    | 2008-2012 |
| 아산 유나이티드            | 아산      | 2007-2013 |
| 서울 FC 마르티스           | 서울 강북 | 2009-2015 |
| 천안 FC                    | 천안      | 2007-2015 |
| 전남 영광 FC               | 영광      | 2010-2016 |

## 경기장
| 경주시민축구단     | 고양시민축구단      | 김포시민축구단     | 부여 FC            | 서울 유나이티드    |
| ------------------ | ------------------- | ------------------ | ------------------ | ------------------ |
| 경주시민운동장     | 고양어울림누리      | 김포종합운동장     | 부여종합운동장     | 마들스타디움       |
| 수용인원: 12,199명 | 수용인원: 41,311명  | 수용인원: 5,068명  | 수용인원: 6,000명  | 수용인원: 446명    |
|                    |                     |                    |                    |                    |
| 시흥시민축구단     | 양주시민축구단      | 양평 FC            | FC 의정부          | 이천시민축구단     |
| 정왕동체육공원     | 고덕인조잔디구장    | 용문생활체육공원   | 의정부종합운동장   | 이천종합운동장     |
| 수용인원 : 200명   | 수용인원 : 547명    |                    | 수용인원 :28,000명 | 수용인원: 20,305명 |
|                    |                     |                    |                    |                    |
| 전남 영광 FC       | 전주시민축구단      | 중랑 코러스 무스탕 | 청주 시티 FC       | 청주 FC            |
| 영광스포티움       | 전주대학교 인조구장 | 중랑구립잔디운동장 | 청주종합운동장     | 청주종합운동장     |
| 수용인원: 14,079명 |                     | 수용인원: 400명    | 수용인원: 17,264명 | 수용인원: 17,264명 |
|                    |                     |                    |                    |                    |
| 춘천 FC            | 파주시민축구단      | 평창 FC            | 포천시민축구단     | 화성 FC            |
| 춘천종합운동장     | 파주스타디움        | 평창종합운동장     | 포천종합운동장     | 화성종합운동장     |
| 수용인원: 20,000명 | 수용인원: 23,000명  |                    | 수용인원: 7,000명  | 수용인원: 35,270명 |
|                    |                     |                    |                    |                    |

## 우승

### K3리그 어드밴스
K3리그에서 가장 많은 우승을 달성한 구단은 포천시민축구단으로 총 6차례 정상에 등극했으며, 2017년 우승으로 최초 3연속 우승 구단이 되었다. 경주시민축구단이 3회 우승을 달성했으며 화성FC가 2회, 서울 유나이티드, 양주시민축구단가 각각 1차례씩 우승컵을 차지했다. 역대 각 시즌별 정규리그의 우승 및 준우승 구단과 참가 팀수 및 대회 명칭은 아래와 같다.
| 시즌 | 팀수 | 대회 방식             | 우승            | 준우승         |
| ---- | ---- | --------------------- | --------------- | -------------- |
| 2007 | 10   | 전•후기 리그 + 4강 PO | 서울 유나이티드 | 화성 신우전자  |
| 2008 | 10   | 전•후기 리그 + 4강 PO | 양주시민축구단  | 화성 신우전자  |
| 2009 | 17   | 단일 리그             | 포천시민축구단  | 평창 FC        |
| 2010 | 18   | 양대 리그 + 4강 PO    | 경주시민축구단  | 삼척 신우전자  |
| 2011 | 16   | 양대 리그 + 4강 PO    | 경주시민축구단  | 양주시민축구단 |
| 2012 | 18   | 양대 리그 + 4강 PO    | 포천시민축구단  | 춘천시민축구단 |
| 2013 | 18   | 양대 리그 + 6강 PO    | 포천시민축구단  | 파주시민축구단 |
| 2014 | 18   | 양대 리그 + 6강 PO    | 화성 FC         | 포천시민축구단 |
| 2015 | 18   | 양대 리그 + 6강 PO    | 포천시민축구단  | 경주시민축구단 |
| 2016 | 20   | 단일 리그 + 승격 PO   | 포천시민축구단  | 청주 시티 FC   |
| 2017 | 12   | 단일 리그 + 챔피언십  | 포천시민축구단  | 청주 시티 FC   |
| 2018 | 12   | 단일 리그 + 챔피언십  | 경주시민축구단  | 이천시민축구단 |
| 2019 | 12   | 단일 리그 + 챔피언십  | 화성 FC         | 양평 FC        |

### 구단별 우승 횟수
| 구단            | 우승                                     | 준우승                 |
| --------------- | ---------------------------------------- | ---------------------- |
| 포천시민축구단  | 6회 (2009, 2012, 2013, 2015, 2016, 2017) | 1회 (2014)             |
| 경주시민축구단  | 3회 (2010, 2011, 2018)                   | 1회 (2015)             |
| 양주시민축구단  | 1회 (2008)                               | 1회 (2011)             |
| 서울 유나이티드 | 1회 (2007)                               |                        |
| 화성 FC         | 2회 (2014, 2019)                         |                        |
| 삼척 신우전자   |                                          | 3회 (2007, 2008, 2010) |
| 청주 시티 FC    |                                          | 2회 (2016, 2017)       |
| 평창 FC         |                                          | 1회 (2009)             |
| 춘천시민축구단  |                                          | 1회 (2012)             |
| 파주시민축구단  |                                          | 1회 (2013)             |
| 이천시민축구단  |                                          | 1회 (2018)             |
| 양평 FC         |                                          | 1회 (2019)             |

## 같이 보기
| 대한민국 축구 리그 시스템 - 1부 K리그1 - 2부 K리그2 - 3부 내셔널리그 - 4부 K3리그 어드밴스 - 5부 K3리그 베이직 - 6부 디비전6리그 - 7부 디비전7리그 | 대한축구협회 주관 리그전 - 전국 K3리그 (어드밴스 ･ 베이직) - 지역 디비전6리그 ･ 디비전7리그 주요 컵 대회 - 전국선수권 대한민국 FA컵 - 아마선수권 챌린저스컵 | K3리그 관련 항목 - 챌린저스컵 - 전국체육대회 - 전국축구선수권대회 - 대통령배 전국축구대회 |